# Сянка
Ся́нка (рос. Сянка) — річка в Удмуртії (Сюмсинський район), Росія, права притока Лумпуна.
Річка починається біля полотна колишньої вузькоколійної залізниці. Русло спрямоване на південний схід з невеликими ділянками південно-західного та східного напрямків. Впадає до Лумпуна на південь від присілку Шмики.
Русло вузьке, долина неширока. Береги заліснені та заболочені. Над річкою не розташовано населених пунктів, в середній та нижній течії річку перетинали гілки Кільмезької вузькоколійна залізниця.
| Річка | Це незавершена стаття про річку. Ви можете допомогти проєкту, виправивши або дописавши її. |